# Mluvící znamení
Mluvící znamení nebo mluvící erb je heraldický znak, který obsahuje figuru vyjadřující název či jméno nositele znaku a to přímo nebo prostřednictvím metafory. V českých zemích se s takovými erby potkáme poměrně často.

## Příklady
- Erb šlechtického rodu Šternberků (Sternbergů) – zlatá hvězda na modrém poli. Německy hvězda se řekne der Stern.
- Erb šlechtického rodu Krabiců z Weitmile (Veitmile) – stříbrný žernov na červeném poli. Weitmile se dá přeložit jako "ze vzdáleného mlýna". Německy daleko se řekne weit, mlýn je die Mühle.

## Galerie

Berlín (něm. der Bär = medvěd)
Kanárské ostrovy (státní znak ostrovů je mluvící díky štítonošům-psům. Latinské slovo canis = pes.)
Kastílie a León (špan. castilla = hrad, león = lev)
Tours (fr. les tours = věže)
Oxford (ang. ox = vůl, a ford = brod, modří zvlnění břevna)
Znak českého šlechtického rodu Krabiců z Veitmile (ve znaku mlýnský kámen odkazující na německý přídomek weit= daleko, /tedy vzdálený/ a mühle /mlýn/)
Lodž (pol. łódź = loď)
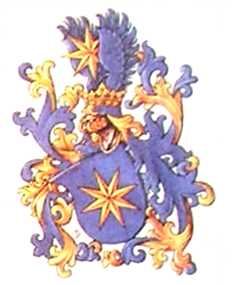
Šternberkové (něm. der Stern = hvězda)
Švamberkové. Poněmčené jméno si zvolili podle labutě v erbovním znamení (Schwann= labuť).
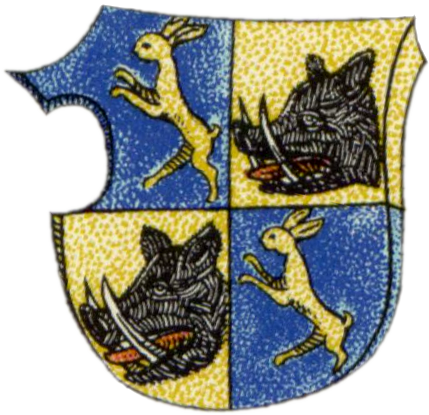
Zajícové z Hazmburka
Rožmberkové, páni z Růže (zde přenesená růže do znaku Krumlova)
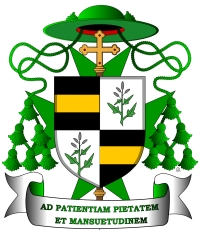
Osobní čtvrcený znak pomocného biskupa pražského Jana Lebedy. (Ve 2. a 3. poli figura rostliny lebedy odkazuje k příjmení nositele).
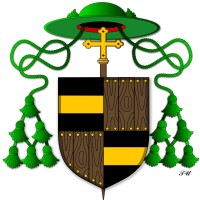
Osobní čtvrcený znak pomocného biskupa pražského Antonína Podlahy. (Ve 2. a 3. poli figura přibitých prken evokující podlahu odkazuje k příjmení nositele).
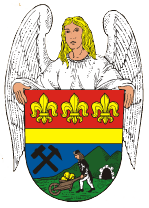
Andělská Hora (okres Bruntál) (figura anděla)
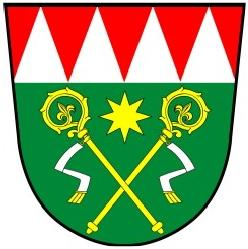
Biskupice (okres Zlín)
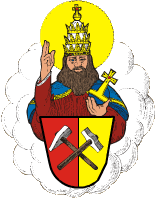
Boží Dar (stylizovaná postava žehnajícího Boha Otce s královským jablkem a tiárou.)
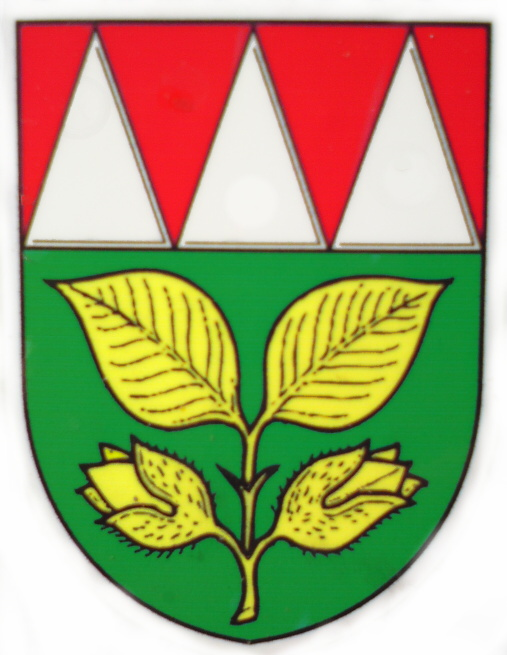
Bukovany (okres Olomouc)
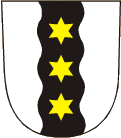
Černá Voda
Český Dub (figura stromu dubu)
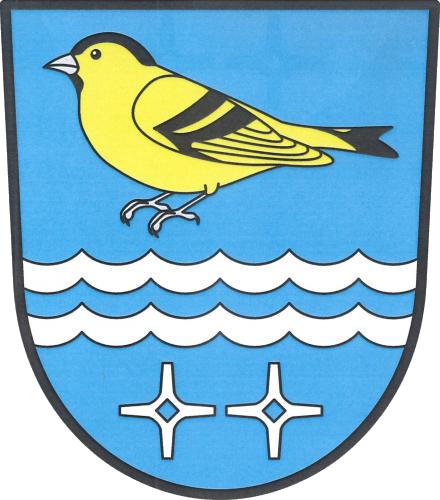
Čížov (figura čížka lesního)
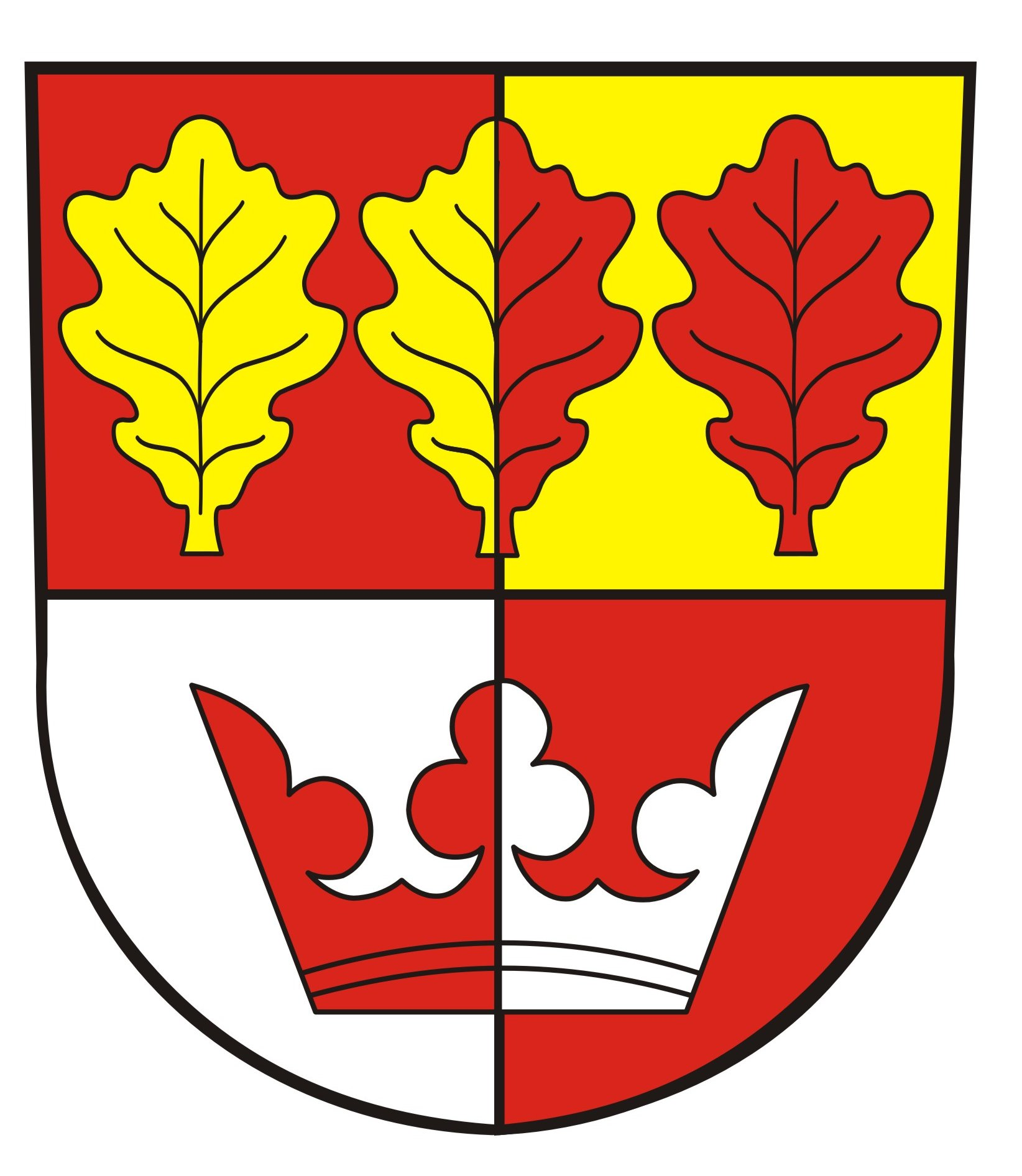
Doubek
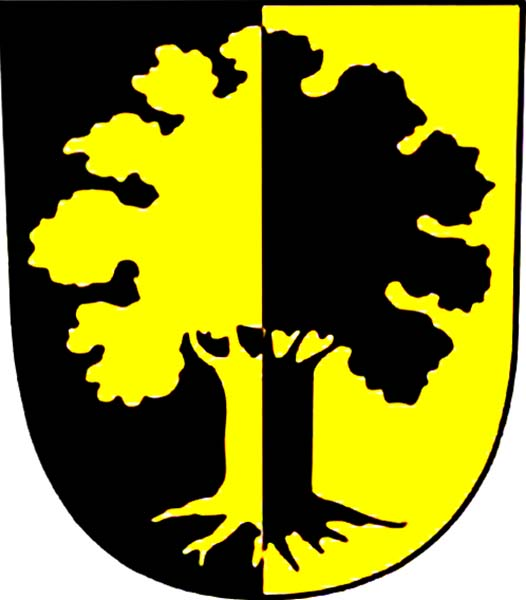
Dubí (okres Teplice)
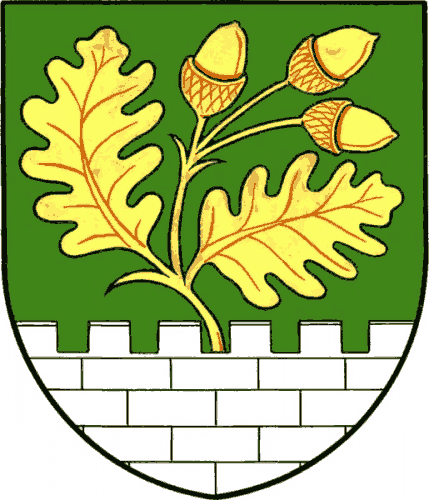
Dubicko
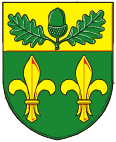
Dub nad Moravou
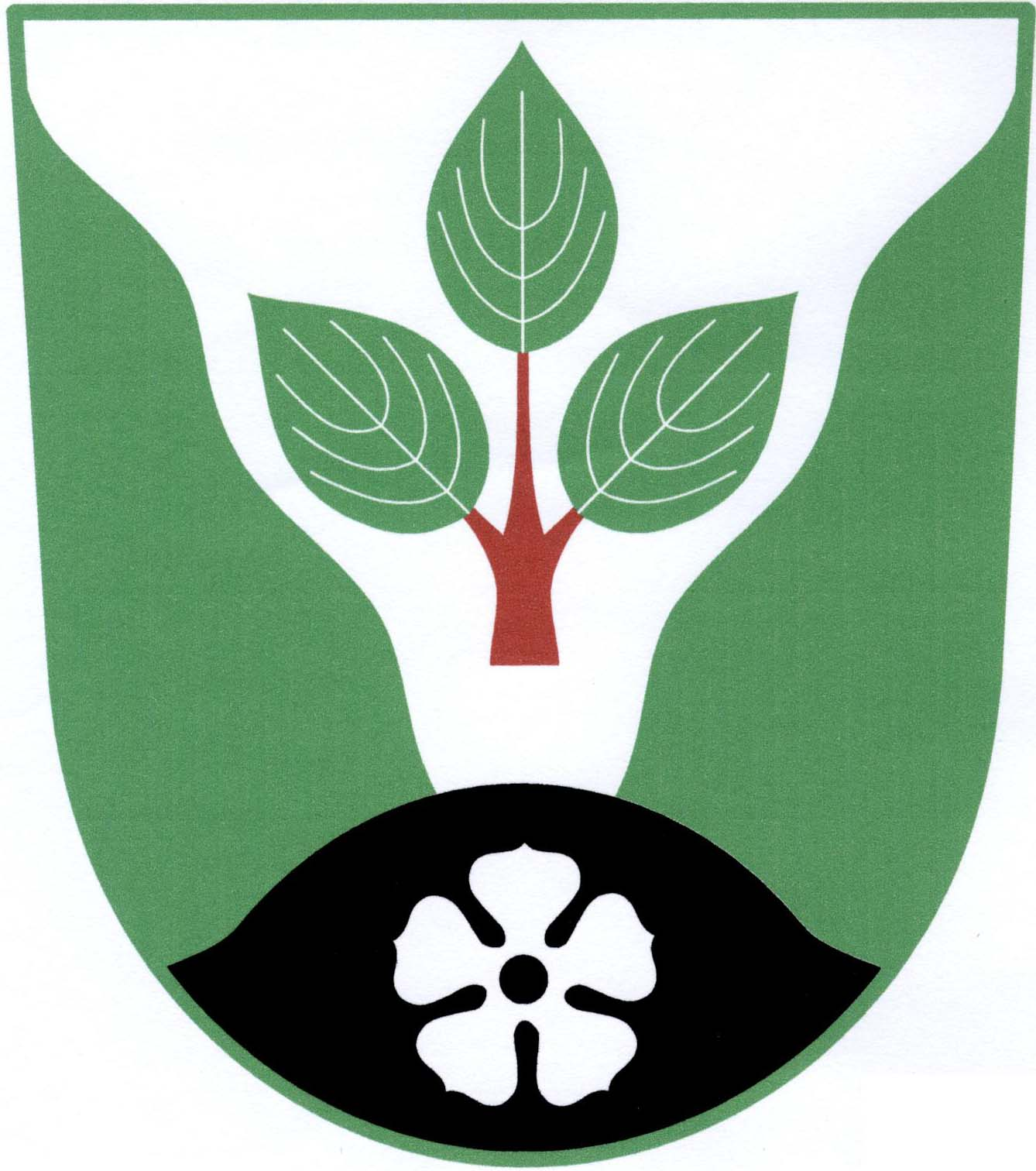
Dymokury (Jméno obce se odvozuje podle ústního podání ze slov dým a kouř, nebo dým a kůry).
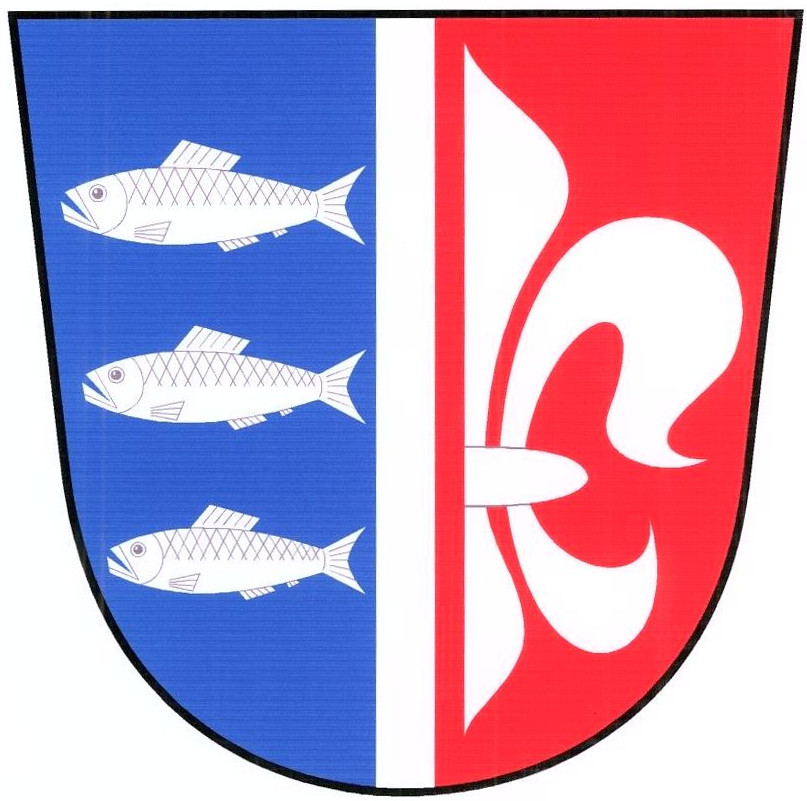
Herink (figury ryby sledě obecného neboli herynka.)
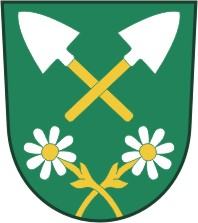
Heřmanov (okres Žďár nad Sázavou. Dvě figury heřmánku pravého)
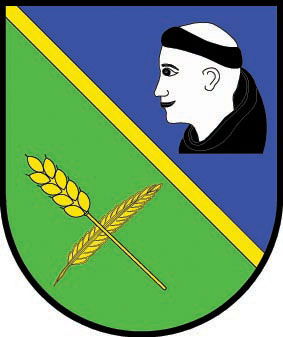
Holohlavy (okres Hradec Králové)
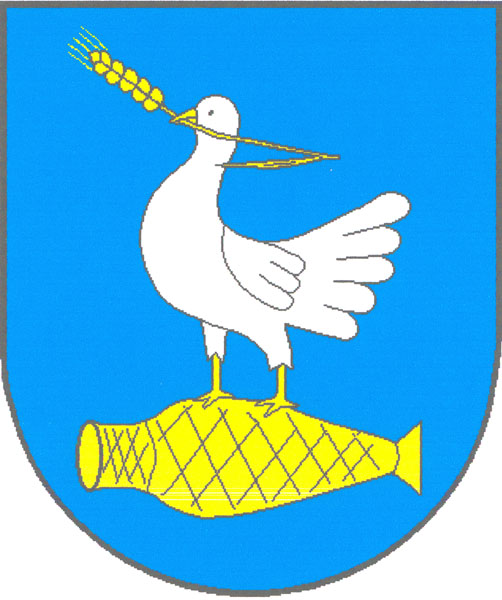
Holubice (okres Vyškov)
Hora Svaté Kateřiny (postava svaté Kateřiny)
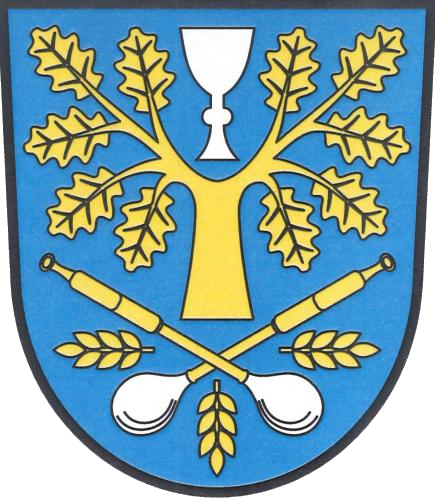
Horní Dubenky
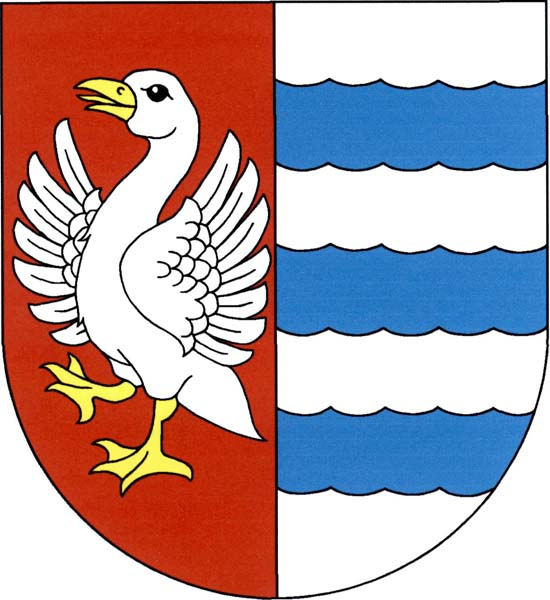
Husinec (okres Praha-východ)
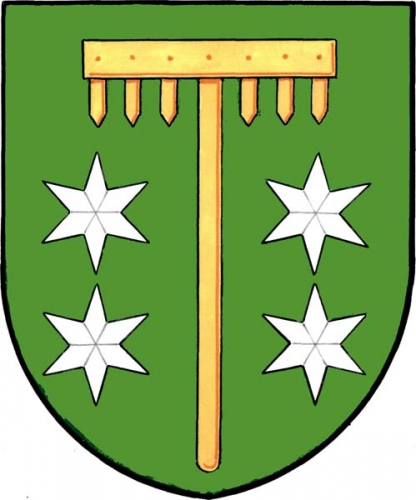
Hrabišín
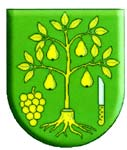
Hrušky (okres Břeclav) (figury stromu hrušně a plodů hrušek).
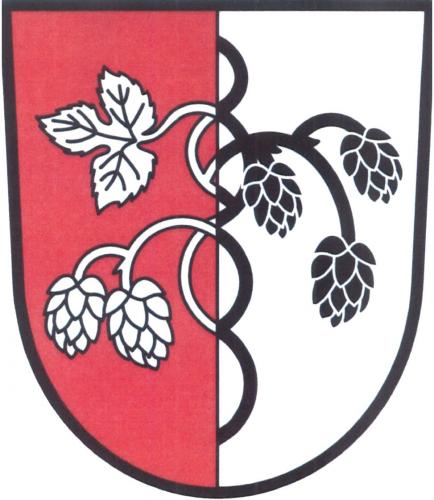
Chmelík (figura chmele)
Jablonec nad Nisou (figura stromu jabloně)
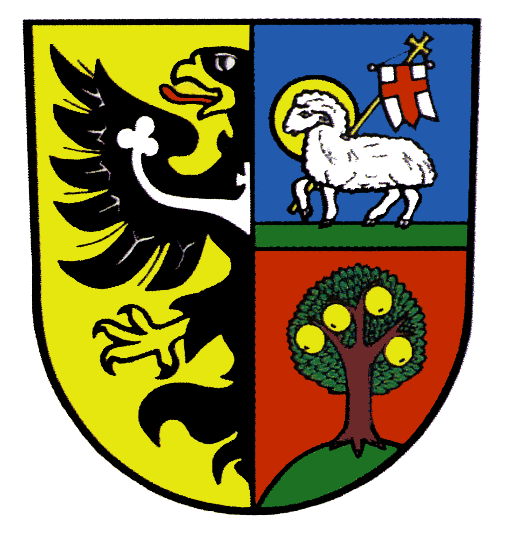
Jablunkov (figura stromu jabloně)
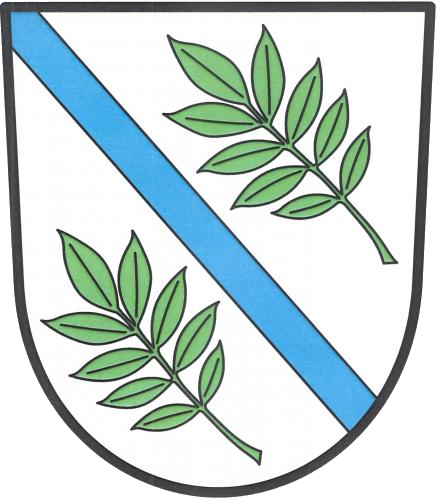
Jasenná (okres Náchod) (figury listu jasanu)
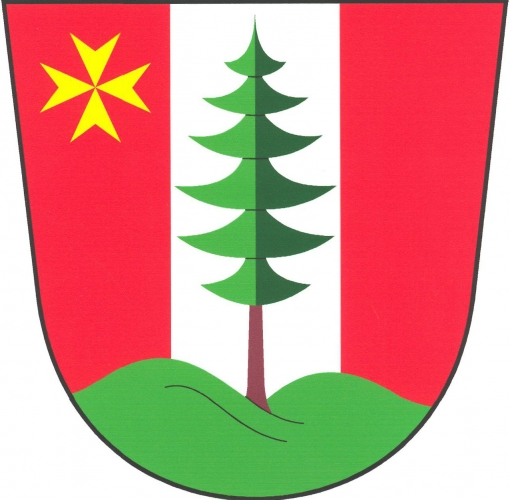
Jedlí
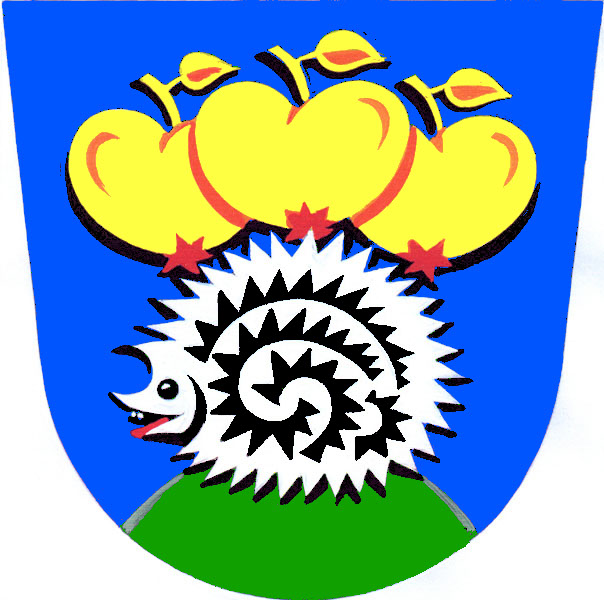
Ježkovice (okres Vyškov)
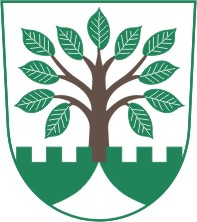
Jilem (figura jilmu)
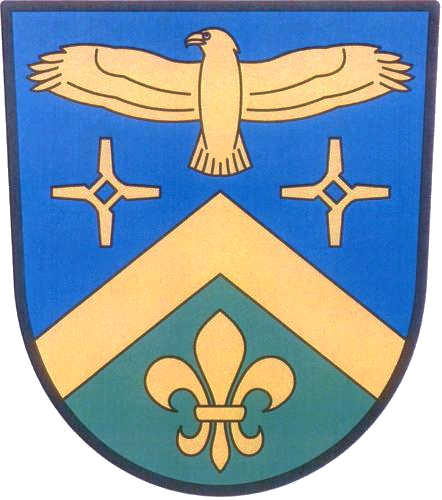
Kaničky (figura káně)
Klecany
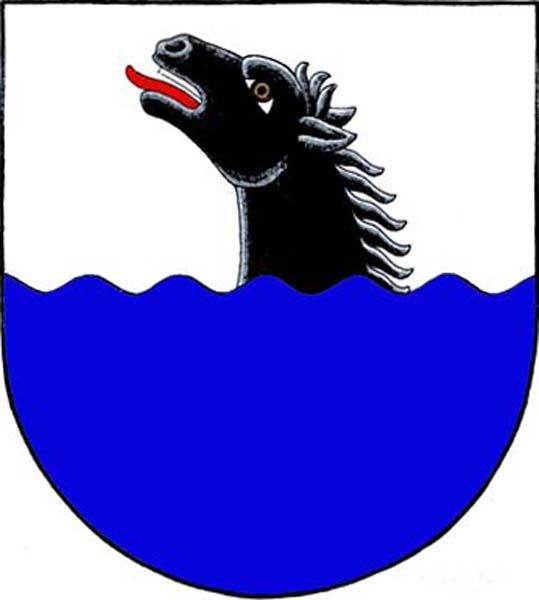
Konětopy
Kosice
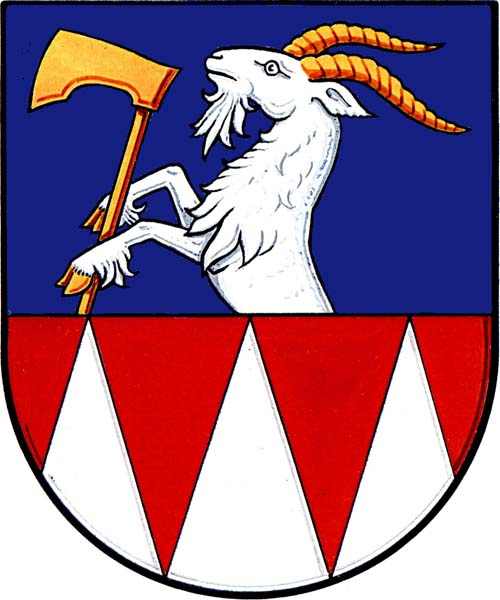
Kozlovice (okres Frýdek-Místek)
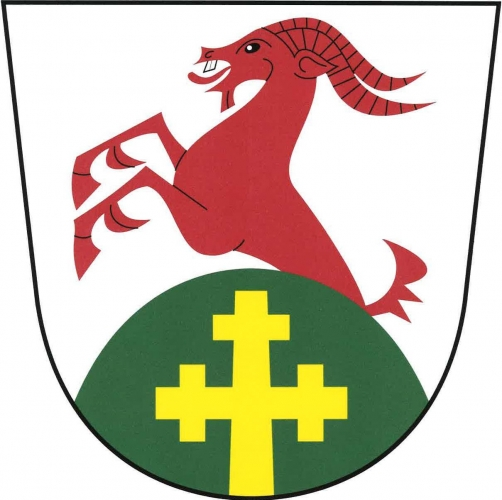
Kozly (okres Česká Lípa)
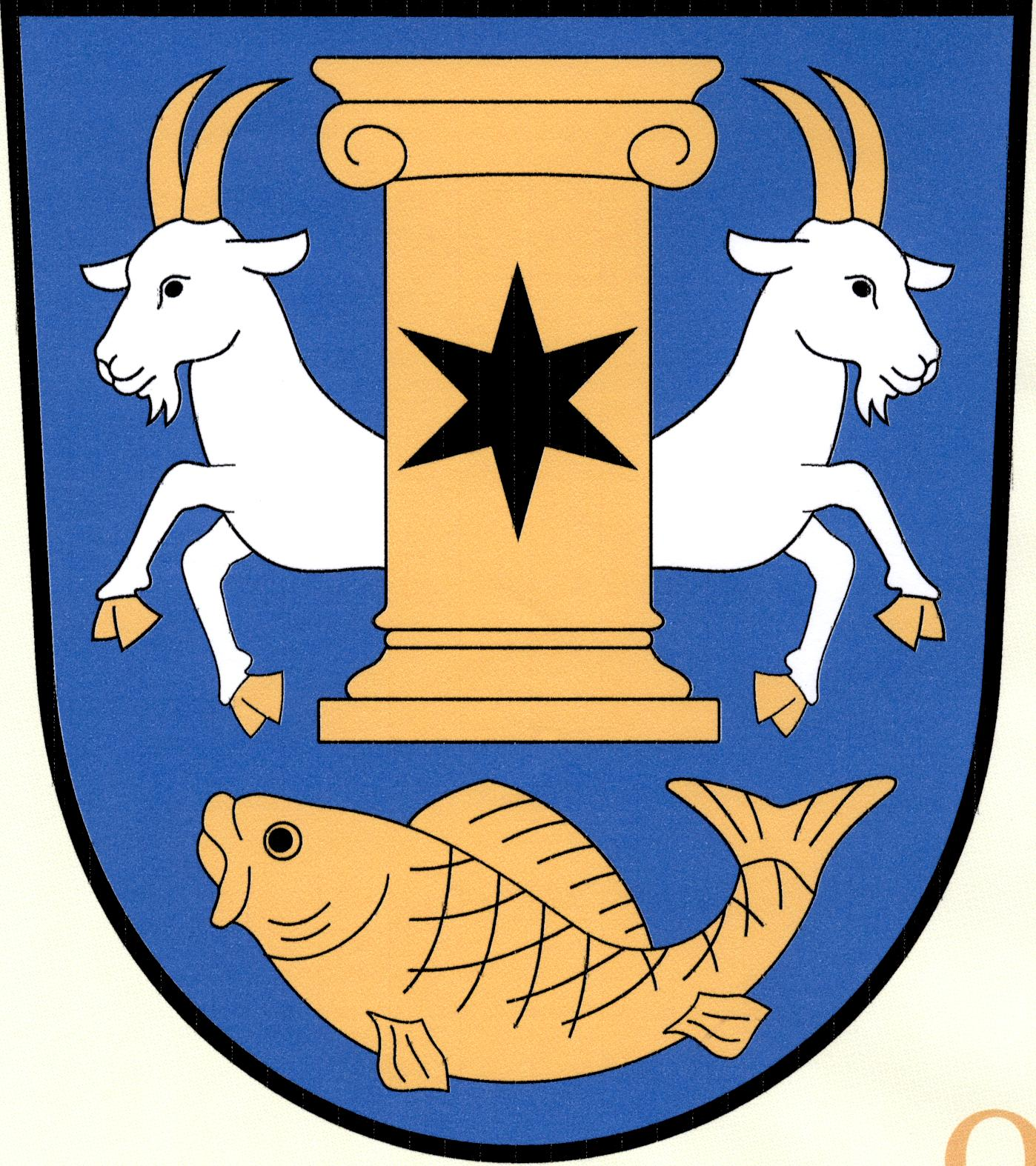
Kozomín
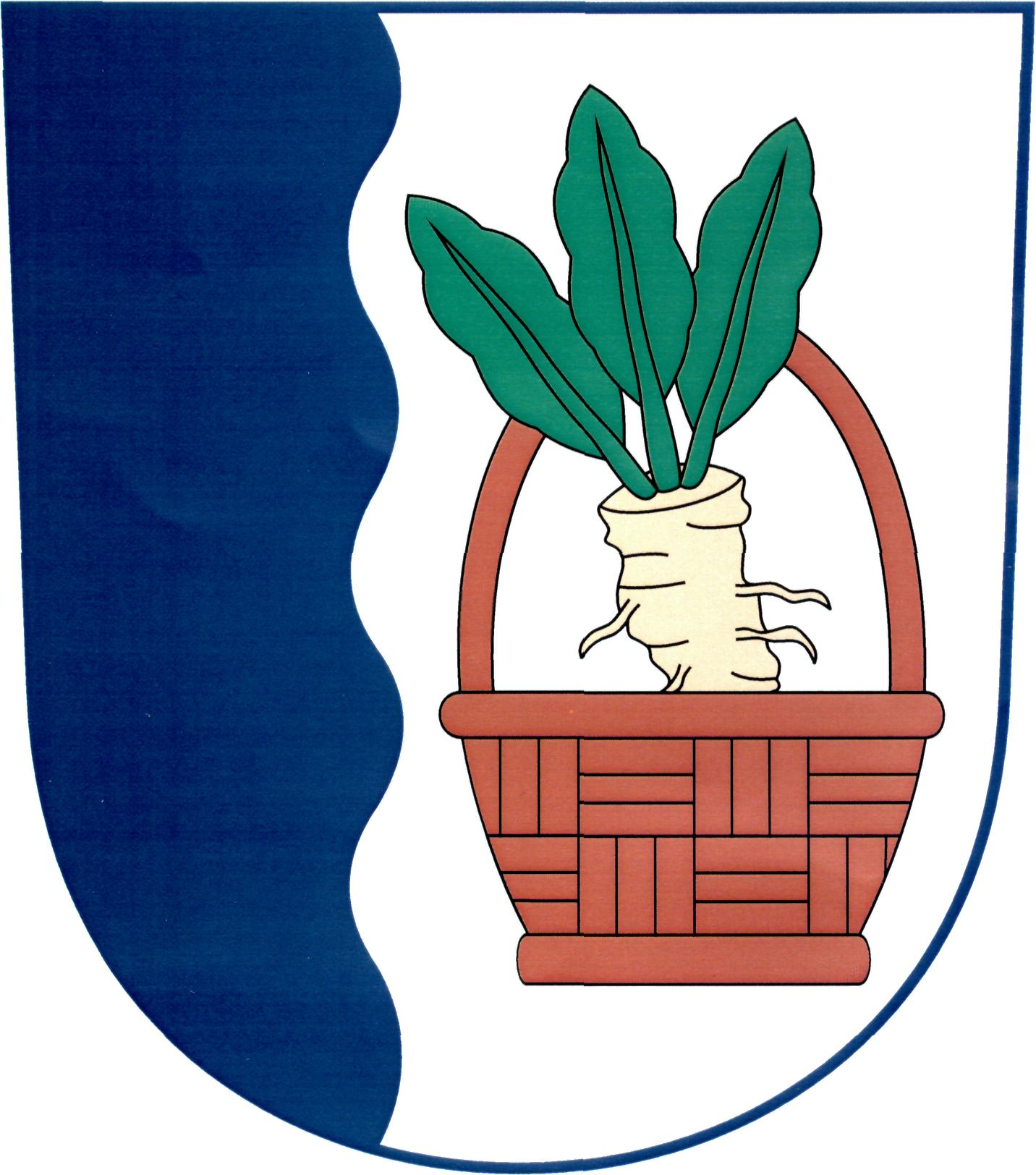
Křenek
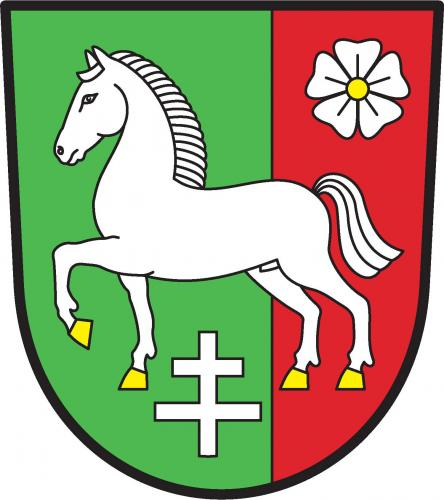
Kuničky (figura koně)
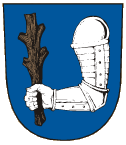
Kyjov
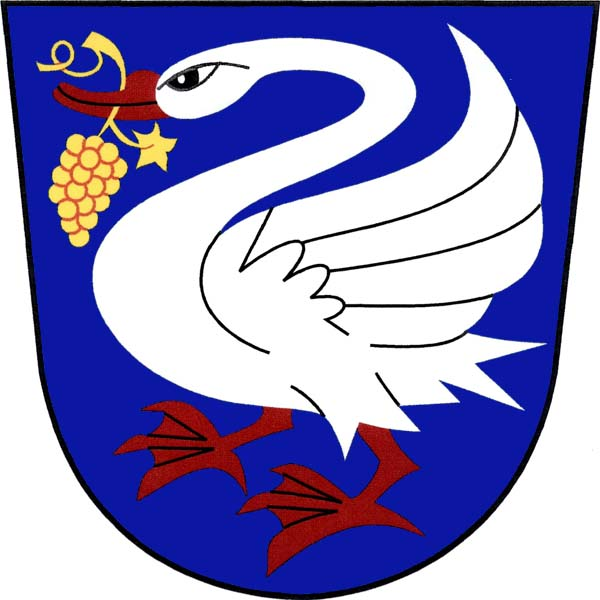
Labuty
Lázně Libverda (lázeňské zřídlo)
Lipová-lázně (okres Šumperk)
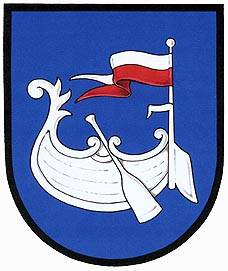
Loděnice (okres Beroun)
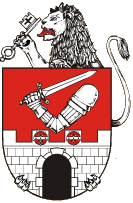
Loket
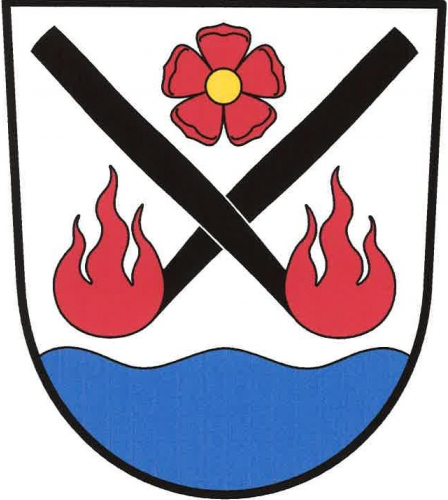
Loučovice (okres Český Krumlov)
Martin (svatý Martin z Tours)
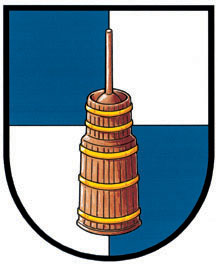
Máslovice
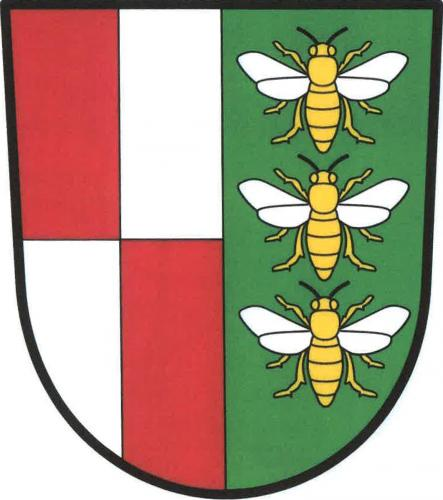
Medonosy
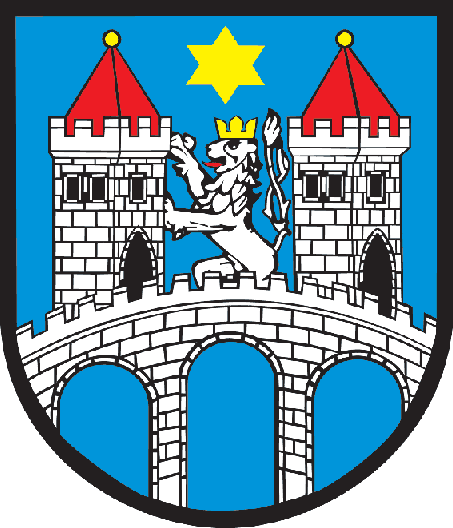
Most
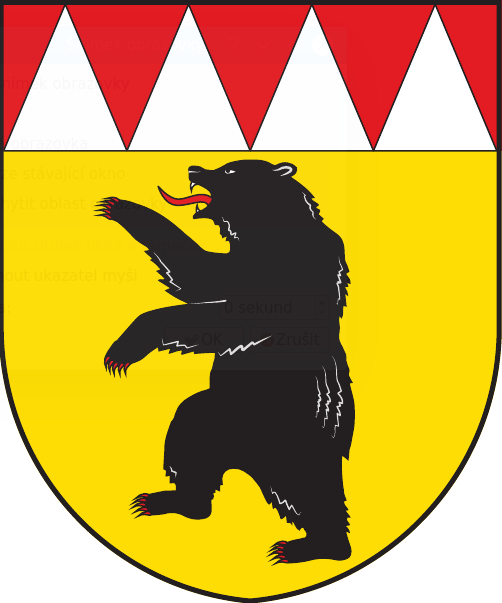
Nedvězí (část Olomouce). (Figura medvěda odkazuje na odvozený staročeský pojem nedvězí=medvědí).
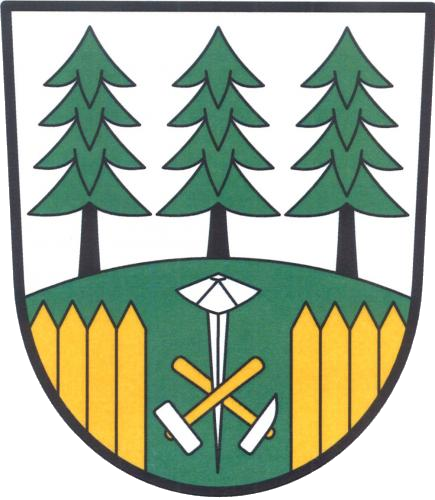
Ohrazenice (okres Příbram) (palisádová hradba; ohrada)
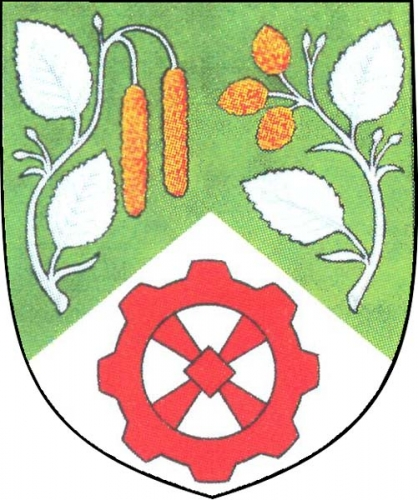
Olšany u Prostějova
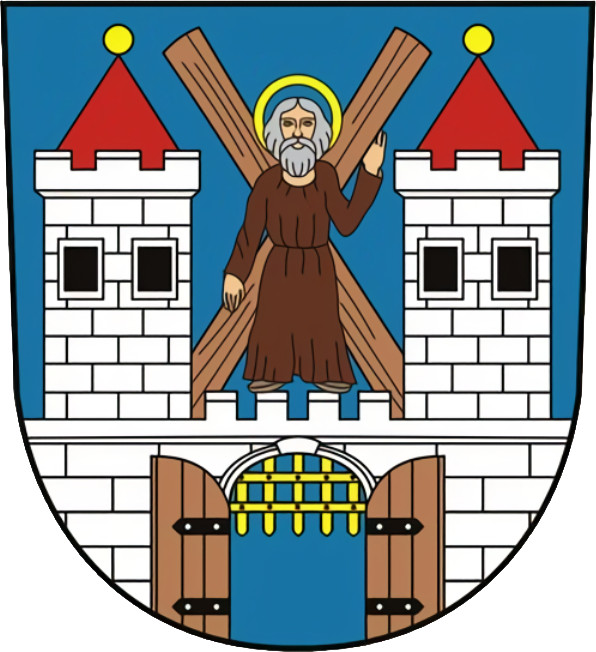
Ondřejov (Sv. Ondřej)
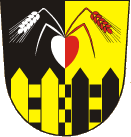
Oplocany (okres Přerov)
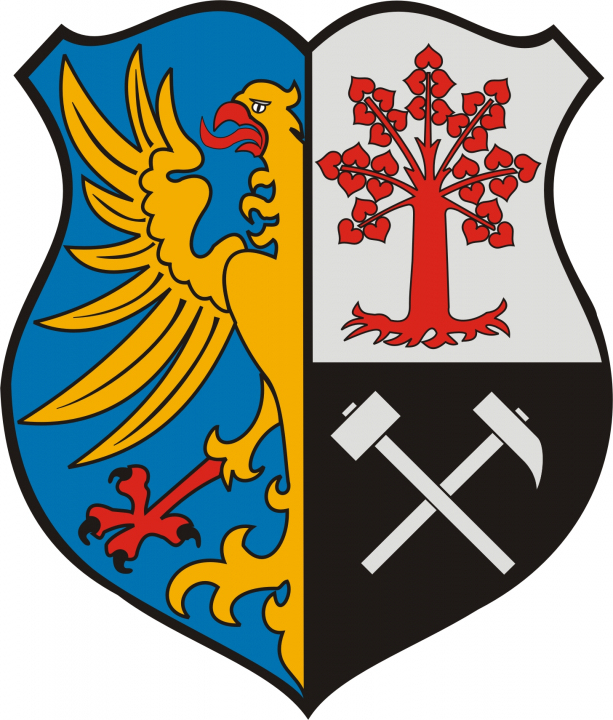
Orlová
Ořech (okres Praha-západ)
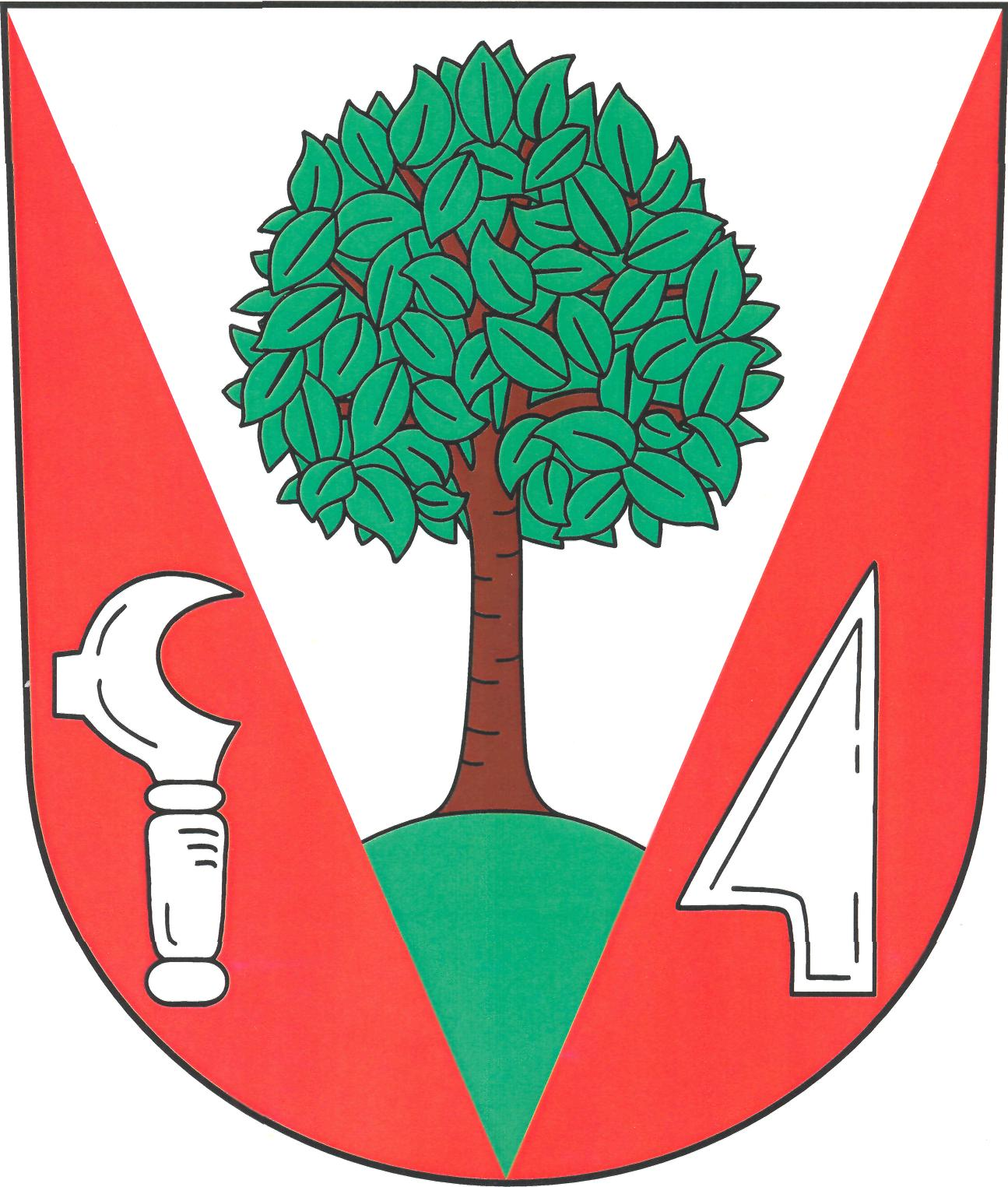
Ořechov (okres Brno-venkov) (ořešák)
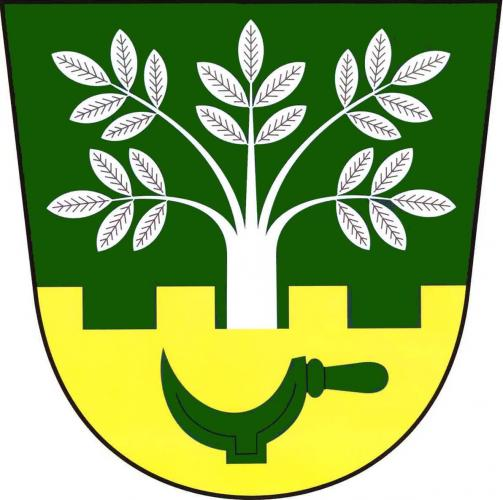
Ořechov (okres Uherské Hradiště) (ořešák)
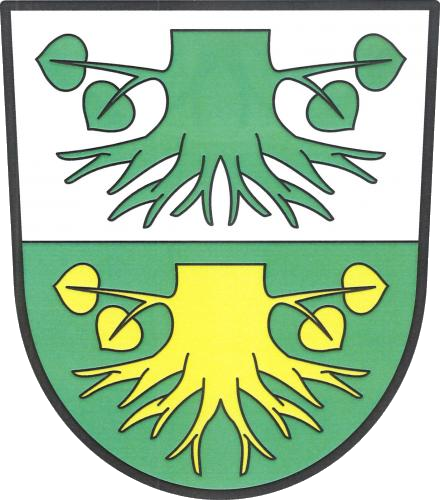
Pařezov
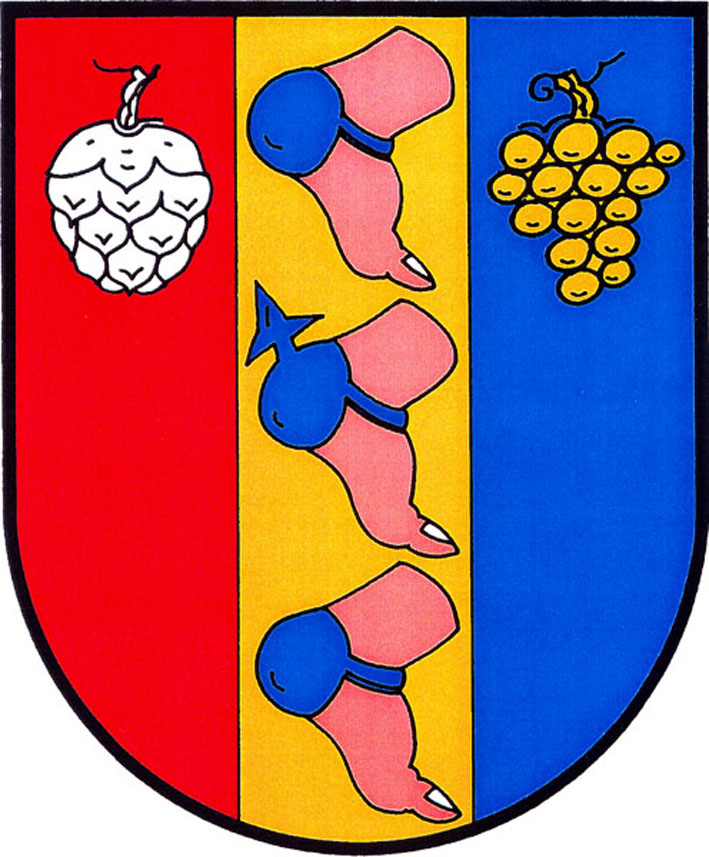
Patokryje
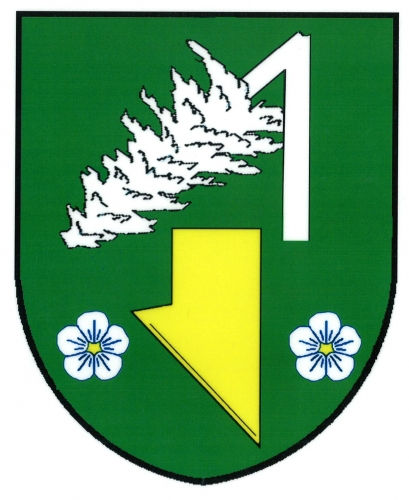
Polomí (okres Prostějov)
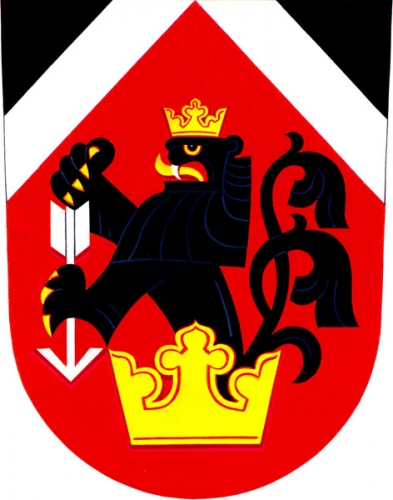
Postřelmov (Střela-šíp ve znaku odkazuje k osobnímu jménu údajného zakladatele osady Postřělima i k samotnému názvu obce).
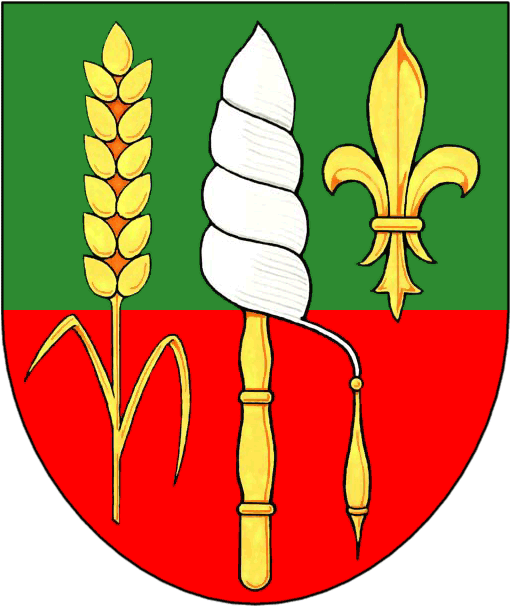
Přáslavice (figura přeslice)
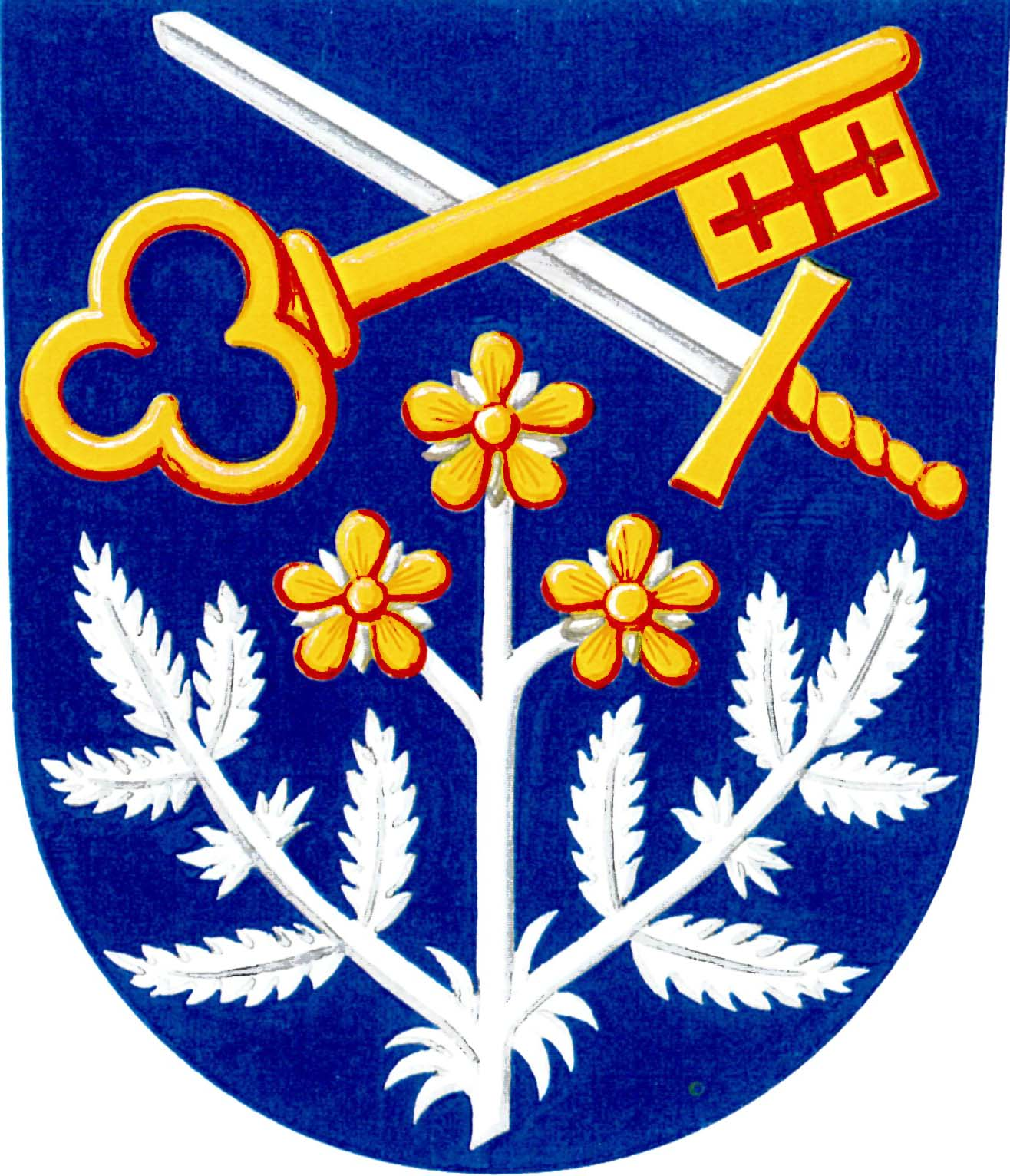
Praha-Řeporyje (rostlina řepíku lékařského vyrytá i s kořenem.)
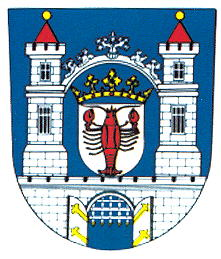
Rakovník
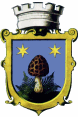
Smržovka (houba Smrž obecný)
Sokolov
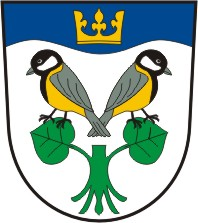
Sýkořice
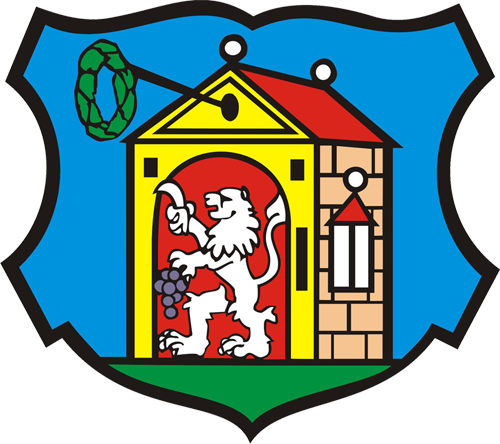
Strážnice (okres Hodonín) (figura strážního domku, strážnice = vstupní brána do města)
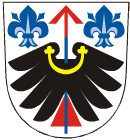
Střelná
Svatý Jiří - kříž svatého Jiří
Svébohov (figura tzv. božího oka odkazuje k osobnímu jménu Svéboh, z něhož vychází název obce).
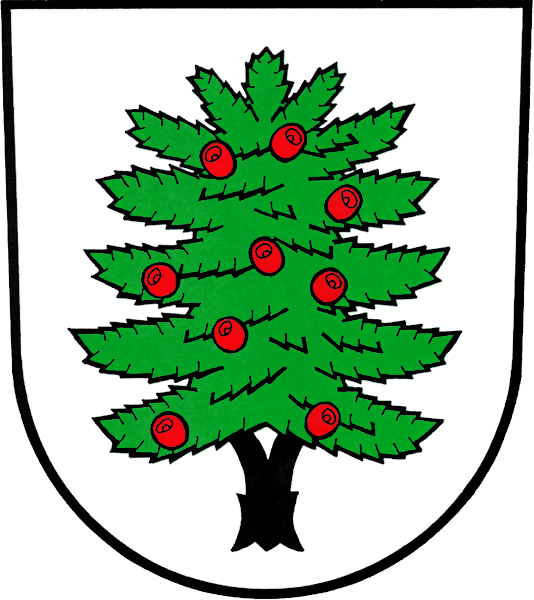
Obec Tis
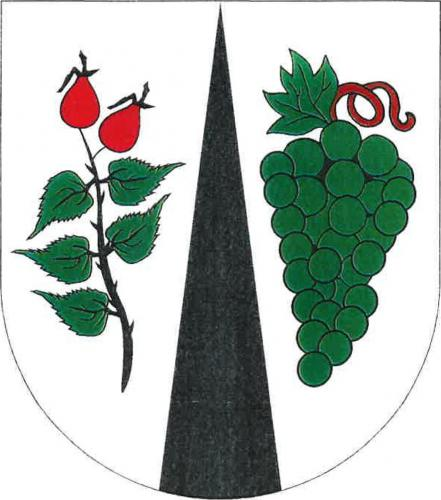
Trnovany (okres Litoměřice), (Figura zúženého černého hrotu evokuje trn a trnitá je i větvička šípku. Obojí odkazuje k názvu obce).
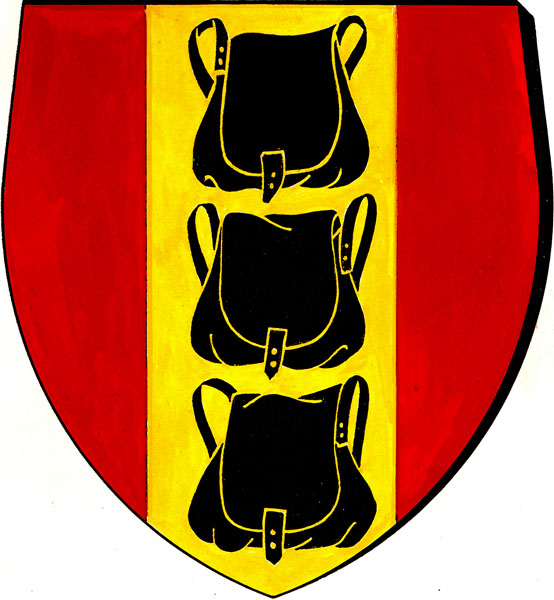
Třemošnice (okres Chrudim), (V červeném štítě zlatý kůl se třemi černými mošnami.).
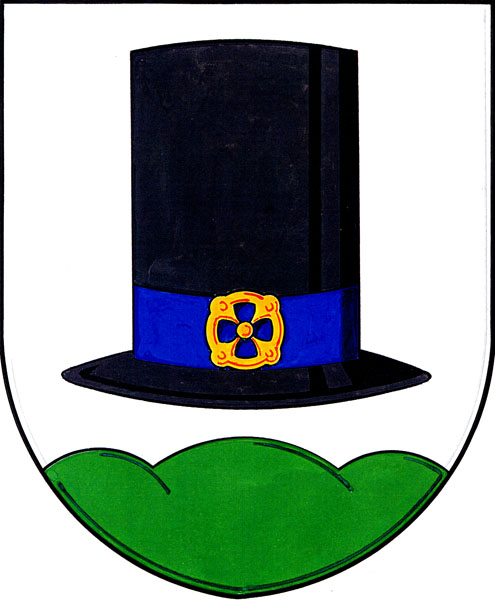
Valašské Klobouky
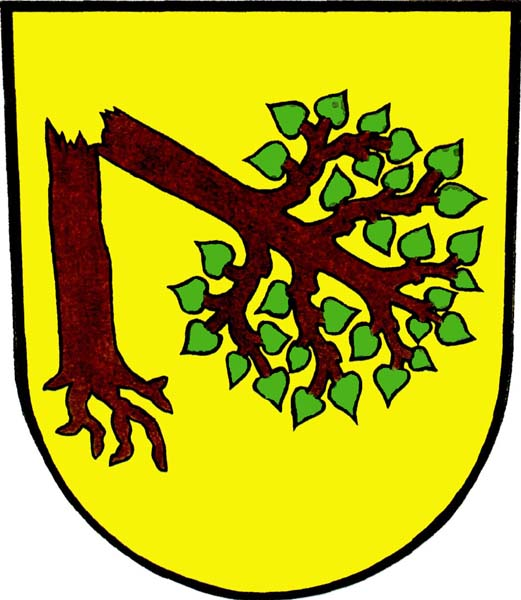
Velká Polom (okres Ostrava-město)
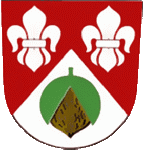
Velký Ořechov (okrese Zlín) (ořech)
Višňová (okres Liberec) (figura višňového květu)
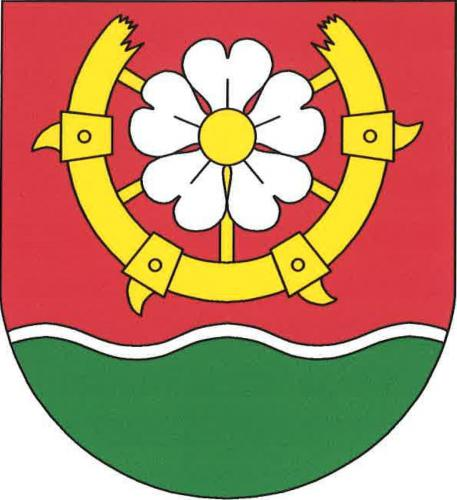
Višňová (okres Příbram) (figura višňového květu. V obci se natáčel seriál Chalupáři a objevila se v něm pod jménem Třešňová)
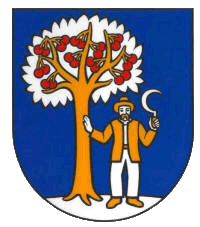
Višňové (okres Žilina) (figura stromu višně)
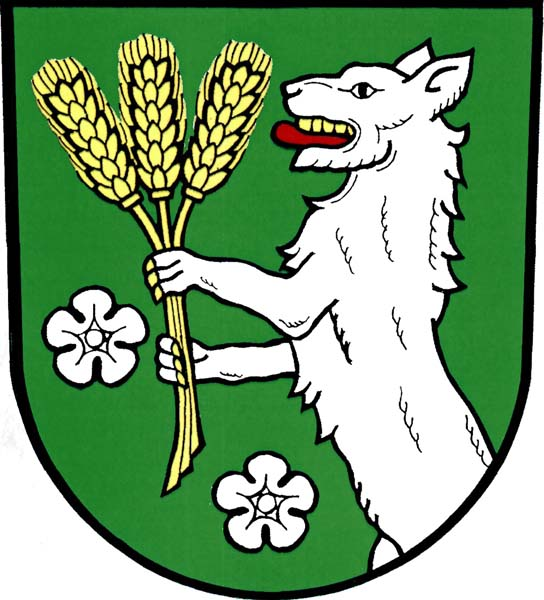
Vlčice (okres Jeseník)
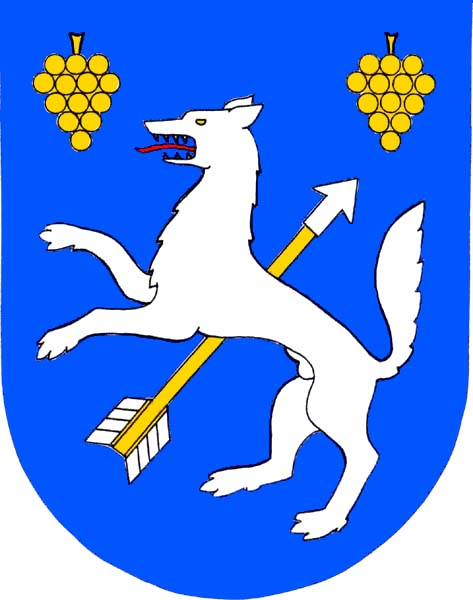
Vlkoš (okres Hodonín)
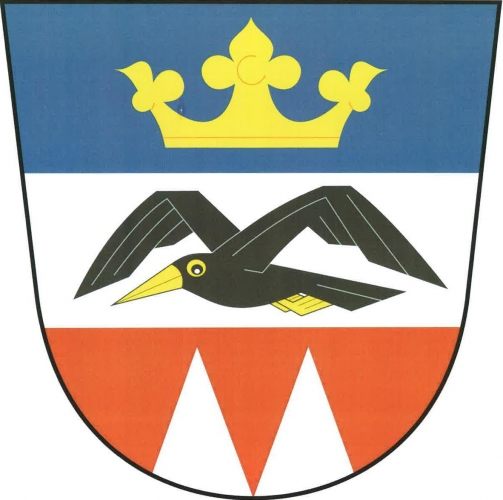
Vranovice-Kelčice (okres Prostějov)
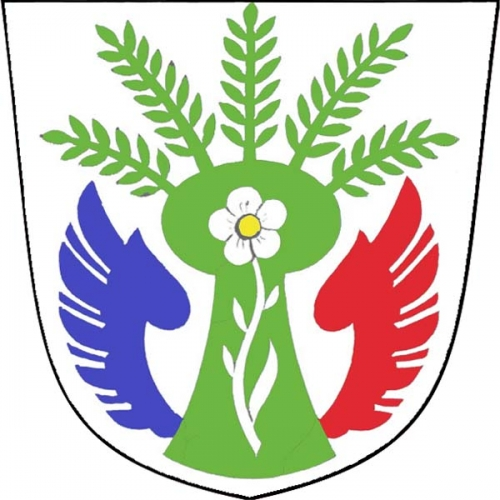
Vrbátky (okres Prostějov)
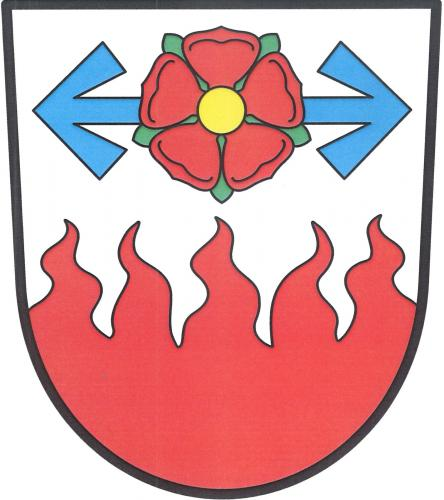
Zhoř u Tábora
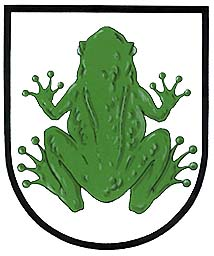
Žabeň (okres Frýdek-Místek)